# 무적의 소림쿵푸 마스터
무적의 소림쿵푸 마스터(大隻佬, Running On Karma)는 홍콩에서 제작된 두기봉, 위가휘 감독의 2003년 액션, 드라마, 스릴러 영화이다. 유덕화 등이 주연으로 출연하였고 두기봉 등이 제작에 참여하였다.
가제로는 건미선생(健美先生), 건신남녀(健身男女), 대척료화상이 사용되었고, 알려진 다른 제목으로는 대척노, 대즉노화상, 대척료가 있으며 출시명은 절대초인이다.

## 출연

### 주연
- 유덕화
- 장백지
- 시우파이 청
- 탕보여
- 진황

## 제작진
- 프로듀서: 향화강
- 프로듀서: 후극명
- 프로듀서: 나영창
- 미술: 여가안
- 무술연출: 원빈
- 제편: 하택신
- 제편: 시애령